# Chionaema watsoni
Chionaema watsoni är en fjärilsart som beskrevs av George Francis Hampson 1897. Chionaema watsoni ingår i släktet Chionaema och familjen björnspinnare. Inga underarter finns listade i Catalogue of Life.